# Lisebergsteatern

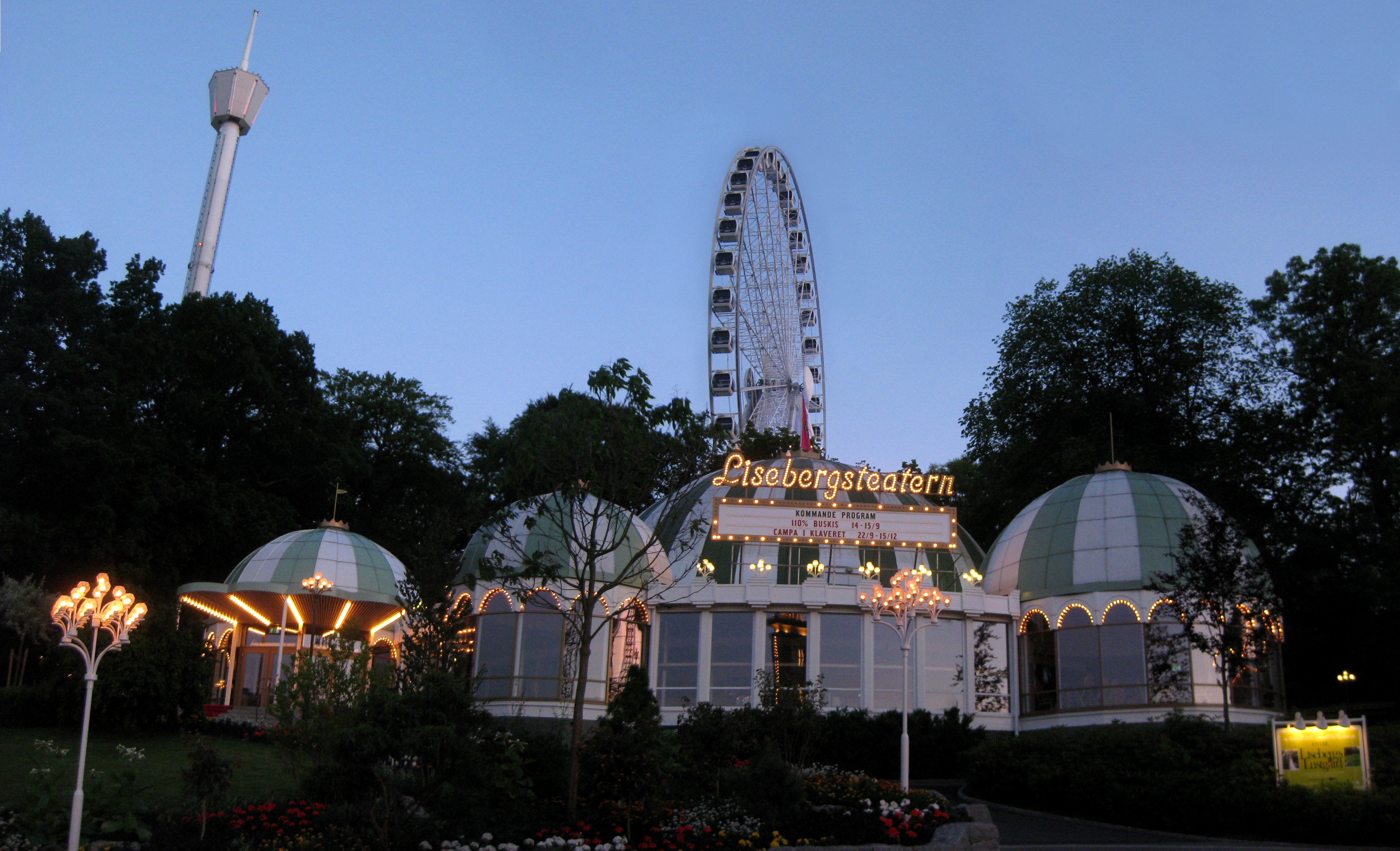
Lisebergsteatern, en kväll i juni 2012. I bakgrunden syns både Atmosfear (tidigare Lisebergstornet) och Lisebergshjulet.

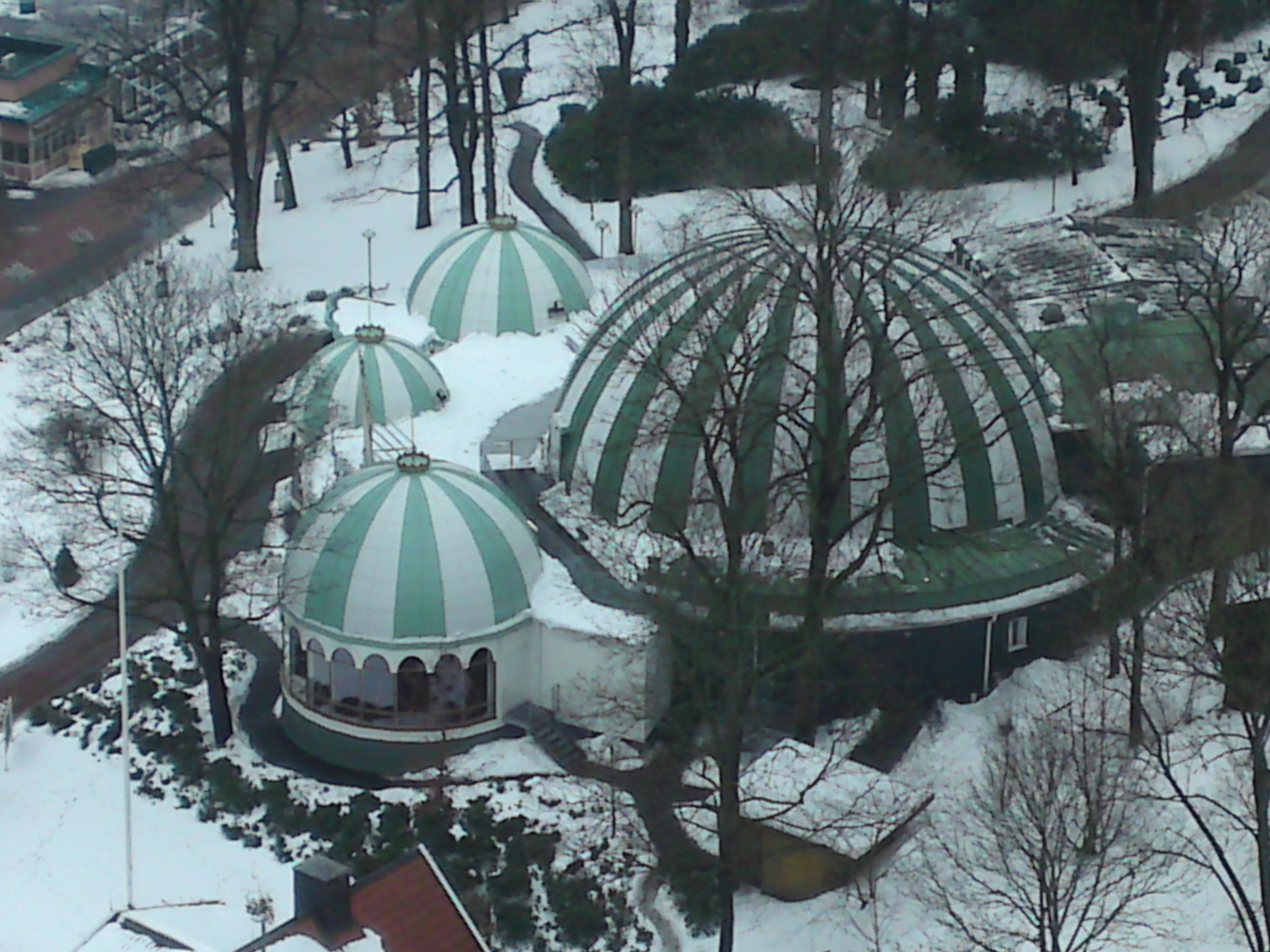
Lisebergsteatern sedd från Gothia Towers i februari 2010.

Lisebergsteatern är en teaterbyggnad i Liseberg i Göteborg. Den uppfördes 1944 som ett planetarium men byggdes tre år senare om till teater. Den är känd som revyscen med uppsättningar av bland andra Gösta Bernhard, Hagge Geigert, Tomas von Brömssen och Galenskaparna och After Shave. Sedan 2010 har teatern 521 sittplatser.

## Historik
Byggnaden tjänstgjorde från början som ett planetarium – därav salongens kupolformade tak. Byggnaden uppfördes 1944 och kallades då Planetariet. Det utrustades med ett stjärnsystem där man genom olika ljuskombinationer bland annat kunde se hur stjärnorna stod vid tiden för Jesu födelse.
1947 omändrades byggnaden till teater av arkitekten Axel Johnson och scenografen Birgit Afzelius-Wärnlöf. Salongen rymde då 319 personer, och scenen var sju meter bred och tre meter djup. Den förste teaterchefen var Ernst Eklund som tidigare drivit privatteater i Stockholm. Lisebergsteatern invigdes 1 maj 1948 med komedin Han träffas inte här. Lisebergsteatern etablerades snabbt som en nöjesteater med komedier och revyer på repertoaren. Eklund efterträddes av Per-Axel Branner som drev teatern under sju säsonger, då 13 pjäser gavs.
År 1959 övertogs teatern av Gösta Bernhard, och hans första pjäs var Råttfällan med Gunnar Hellström i huvudrollen. Gösta Bernhard kom att bli Lisebergsteatern trogen fram till 1972 och hann spela sju komedier och tre revyer. En av Bernhards största framgångar på Liseberg var komedin Plaza Suite med Siv Ericks som spelades inte mindre än 180 gånger 1969.
Hagge Geigert som etablerat sig som revyförfattare i Uddevalla gästspelade med sin revy Blågula Svea på Lisebergsteatern 1965. Han återkom året därpå med Livet är en bulle. Därefter blev Hagges revy en årlig tradition som pågick fram till mitten av 1980-talet. Under några år delades Lisebergsteatern mellan Geigert och Bernhard. Hagge Geigerts revyer ersattes 1987 av farser och komedier, fortfarande under Hagges ledning. Den första var Arsenik och gamla spetsar med Laila Westersund och Inger Hayman i rollerna som de mordiska gamla tanterna. Hagges sista uppsättning hette Prazzel och spelades 1997.
Efter den långvariga Hagge-epoken tog skådespelarna Ulf Dohlsten och Puck Ahlsell över verksamheten på Lisebergsteatern, och efter några säsonger med dåliga publiksiffror valde de att sluta.
Sten-Åke Cederhök och Tomas von Brömssen spelade sommarrevy på Lisebergsteatern under några säsonger på 1980-talet. Galenskaparna och After Shaves revy Cyklar var en annan framgång. På senare år har teatern gästats av artister som Mats Ljung, Jörgen Mörnbäck, Stefan & Krister och Thomas Pettersson.
Inför säsongen 2010 byggdes Lisebergsteatern ut med en ny foajé. Den stora kupolbyggnaden fick då sällskap av tre mindre kupolbyggnader. Antalet platser inne i teatern utökades samtidigt med 72 stycken till totalt 521.

## Uppsättningar (ej komplett)
| År   | Produktion                                 | Upphovsmän                                                                            | Regi                             | Noter |
| ---- | ------------------------------------------ | ------------------------------------------------------------------------------------- | -------------------------------- | --- |
| 1948 | Han träffas inte här                       | Gustaf Hellström                                                                      | Ernst Eklund                     | Premiär 1 maj 1948 Ester Roeck-Hansen, Nils Eklund, Ernst Eklund, Guje Lagerwall, Lisskulla Jobs, Stina Hedberg, Ulla Wikström Flyttad från Blancheteatern 17 föreställningar                                                        |
| 1952 | Himmelssängen The Fourposter               | Jan de Hartog Översättning Herbert Wärnlöf                                            | Ernst Eklund                     | Premiär 4 juli 1952 Håkan Westergren, Inga Tidblad Scenografi Birgit Afzelius-Wärnlöf 31 föreställningar |
| 1959 | Råttfällan The Mousetrap                   | Agatha Christie                                                                       | Börje Mellvig och Bengt Blomgren | Premiär 29 april 1959 Guje Lagerwall, Gunnar Hellström, Lars Granberg, Sven Berle, Anna-Lisa Baude, Arthur Fischer, Gunnel Sporr, Nils Kihlberg Scenografi Gunnar Lindblad 64 föreställningar                                        |
| 1960 | Äktenskapskarusellen The Marriage-Go-Round | Leslie Stevens Översättning Stig Bergendorff och Gösta Bernhard                       | Gustaf Molander                  | Premiär 29 april 1960 Gösta Bernhard, Siv Ericks, Lis Adelvard/Beatrice Palmer, Börje Nyberg/Tore Thorén/Martin Berlin Scenografi Gunnar Lindblad, Kostym Svenbörje Gaborn Senare flyttad till Blancheteatern                        |
| 1963 | Gungstolen                                 | Hasse Ekman                                                                           | Hasse Ekman                      | Premiär 26 april 1963 Gösta Bernhard, Siv Ericks, Åke Söderblom, Hanny Schedin, Gösta Krantz, Lillwi Wallman Scenografi Birgit Afzelius-Wärnlöf 293 föreställningar                                                                  |
| 1964 | Harskramlan Rattle of a Simple Man         | Charles Dyer                                                                          | Hasse Ekman                      | Premiär 25 april 1964 Gösta Bernhard, Nils Kihlberg, Siv Ericks Scenografi Birgit Afzelius-Wärnlöf |
| 1964 | Far i luften Boeing, Boeing                | Marc Camoletti                                                                        | Egon Larsson                     | Premiär 10 september 1964 Berndt Westerberg, Egon Larsson, Karl-Arne Holmsten, Mona Åstrand, Monica Brynnel, Solveig Lagström Scenografi Birgit Afzelius-Wärnlöf Senare flyttad till ABC-Teatern 91 föreställningar                  |
| 1965 | Himmelssängen Himmelsengen                 | Kai Normann Andersen och Poul Henningsen                                              | Herman Ahlsell                   | Premiär 23 april 1965 Gösta Bernhard, Siv Ericks, Åke Söderblom/Berndt Westerberg Scenografi Ingvar Danielsson, Kostym Per Lekang Flyttad från ABC-teatern                                                                           |
| 1966 | AHA, revy                                  | Gösta Bernhard och Stig Bergendorff                                                   | Bo Hermansson                    | Premiär 25 april 1966 Siv Ericks, Gösta Bernhard, Anna Sundqvist, Sonya Hedenbratt Kapellmästare Charlie Norman 156 föreställningar                                                                                                  |
| 1969 | Plaza Hotel Plaza Suite                    | Neil Simon                                                                            | Bo Hermansson                    | Premiär 2 maj 1969 Gösta Bernhard, Siv Ericks, Berndt Westerberg, Lillwi Wallman, Björn Ekenvall Scenografi Ingemar Wiberg 180 föreställningar                                                                                       |
| 1975 | Fars lille påg Hurra, ein junge!           | Franz Arnold och Ernst Bach Översättning och bearbetning Nils Poppe och Arne Wahlberg | Hans Bergström                   | Premiär 3 oktober 1975 Bo Lindström, Märta Ternstedt, Gunilla Gårdfeldt, Fredrik Ohlsson, Berit Carlberg, Lars Granberg, Nils Poppe, Marie Ahrle, Lars Wallin Scenografi Håkan Nylén, Kostymer Dagny Cameron 61 föreställningar      |
| 1975 | Utan en tråd, revy                         | Hagge Geigert                                                                         |                                  | Premiär 30 december 1975 Hans Wahlgren, Siv Ericks, Eva Bysing, Ted Åström, Yan Swahn |
| 1987 | Sommarkvetter, revy                        |                                                                                       | Bo Hermansson                    | Premiär 15 maj 1987 |
| 1988 | Baldevins bröllop Baldevins bryllup        | Vilhelm Krag                                                                          | Bo Hermansson                    | Premiär 17 juni 1988 |
| 1990 | Tomas revy                                 | Tomas von Brömssen                                                                    | Bo Hermansson                    | Premiär 5 april 1990 Tomas von Brömssen, Claudia Cremer, Lotta Gahrton, Maria Mebius-Schröder Kapellmästare Sven-Eric Dahlberg |
| 2004 | Hur tänker hon? The Male Intellect         | Robert Dubac                                                                          | Tomas Alfredson                  | Premiär 26 mars 2004 |
| 2017 | Minns du mig? Remember Me?                 | Sam Bobrick Översättning och bearbetning Christoffer Bendixen och Thomas Petersson    | Pär Nymark                       | Premiär 22 september 2017 Annika Andersson, Thomas Petersson, Robin Stegmar, Joanna Eriksson Scenografi Fredrik Dillberg |
| 2018 | DubbelTrubbel Pyjama Pour Six              | Marc Camoletti Manusbearbetning Thomas Petersson                                      | Pär Nymark                       | Premiär 5 oktober 2018 Thomas Petersson, Pär Nymark, Birgitta Rydberg, Anna-Karin Palmgren, Martin Rydell, Anna Rydell Scenografi Fredrik Dillberg, Kostym Caroline Eriksson och Margareta Julle Flyttad från Krusenstiernska gården |